# Кацвінянка
Кацвінянка (пол. Kacwinianka) — гірська річка в Словаччині й Польщі, у Кежмарському окрузі й
Новотарзькому повіті Пряшівського краю й Малопольського воєводства. Права притока Дунайця, (басейн Балтійського моря).

## Опис
Довжина річки 19 км. Формується притоками та безіменними струмками.

## Розташування

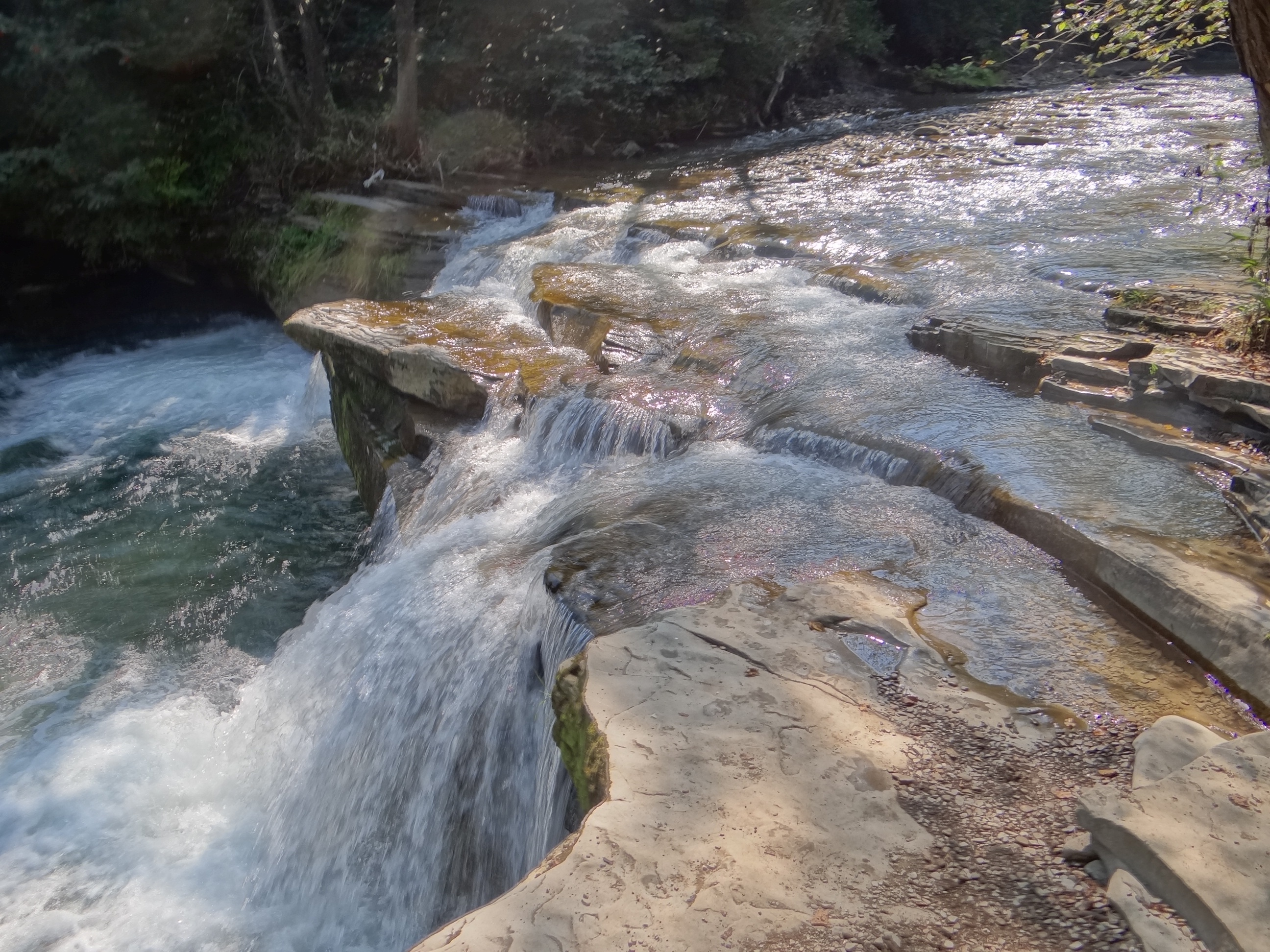
Кацвінянка

Бере початок у селі Остурня на висоті 933 м. Тече переважно на північний схід через Велику Франкову, Кацвін і у селі Недзиця впадає у озеро Сромовецьке (річка Дунаєць).

## Цікаві факти
- Історично річка називається іменем села, через яке вона протікає. У Остурні — Остурнянський Потік; у Кацвіні — річка Кацвінянка; у Недзиці — річка Недзічанка.[2]